# Афгано-японские отношения
Афгано-японские отношения — двусторонние дипломатические отношения между Афганистаном и Японией.

## История
В 1907 году, афганский генерал Мухаммед Аюб-хан посетил Японию и встретился с адмиралом Того Хэйхатиро чтобы поздравить его с победой в русско-японской войне.
В 1931 году обе страны установили дипломатические отношения. В 1971 году, наследный принц Акихито и принцесса Митико посетили королевство Афганистан. После введения советских войск в Афганистан в 1979 году, Япония поддержала моджахедов.
С декабря 2001 года Япония начала оказание тыловой поддержки силам ISAF, участвующим в боевых действиях в Афганистане, для чего в Индийский океан был направлен отряд кораблей ВМС Японии.
18 февраля 2002 года Япония вновь открыла посольство в Кабуле и активно участвовала в различных видах гуманитарных операций в Афганистане. 15 августа 2021 года правительство Японии приняло решение закрыть посольство в Кабуле и эвакуировать дипломатический персонал.